# Христофоридис, Антон
Анто́н (Анто́нис) Христофори́дис (греч. Αντώνης Χριστοφορίδης, англ. Anton Christoforidis; 26 мая 1917, Мерсин, Османская империя — 31 октября 1985, Афины, Греция) — греческий боксёр-профессионал, выступавший в полутяжёлой весовой категории. В 1941 году завоевал титул чемпиона мира по версии NBA, став первым греком чемпионом мира по боксу.
Являлся очень компетентным боксёром, обладавшим хорошими навыками и максимально использовавшим свои способности.
Его спарринг-партнёром был Джоуи Максим.

## Ранние годы
Антонис Христофоридис родился 26 мая 1917 года в городе Мерсин в Анатолии (тогда Османская империя), но провёл первые годы жизни в Смирне. В 1922 году он приехал в Афины (Греция) как беженец с матерью и двумя сёстрами. Семь других членов его семьи погибли в Малоазийской катастрофе.
Детство у Антониса было очень бедное, так как с раннего возраста он остался сиротой: отец был убит в бою в Малой Азии, а мать умерла в Греции незадолго до 1930 года. Поэтому он был вынужден работать в гостинице «Мистрас», чтобы прокормить себя и своих сестёр, в то же время посещая занятия в вечерней школе для бедных детей при Филологическом обществе «Парнас».
Однажды, подравшись со школьным товарищем, Антонис осознал, что обладает неплохими бойцовскими качествами. По наущению своих одноклассников он записался в школу бокса, которая находилась в подвале на улице Асклепия в Афинах, больше для того, чтобы научиться давать отпор, нежели с целью стать профессиональным спортсменом. Однако в течение полугода 16-летний Христофоридис уже был лучшим в школе и начал зарабатывать свои первые деньги, выступая как боксёр-профессионал на матчах, которые организовывались в различных афинских театрах. Оставаясь непобедимым, и только лишь над опытным афинским чемпионом Кацидимасом не сумев одержать победу, Христофоридис был признан равным ему по силам.

## Международная карьера

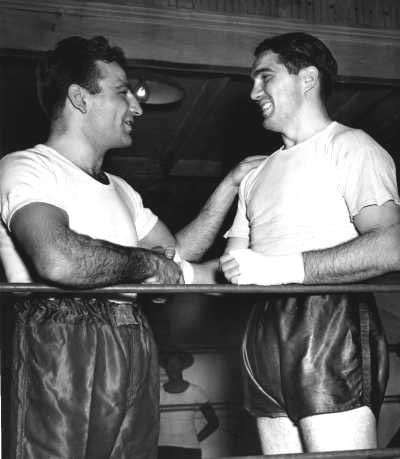
Антон Христофоридис и Джоуи Максим.

Всеми было признано, что афинские ринги были очень «маленькими» для молодого таланта. И тогда юный боксёр собрал деньги и в ноябре 1934 года, в возрасте 17-ти лет, решил отправиться в Париж на поиски лучшей доли, услышав о греческом боксёре Экзархопулосе, который сделал там хорошую карьеру. Прибыв на место, Христофоридис начал заниматься боксом с тренером Пьером Гадоном и вскоре сильно преуспел в занятиях. В течение года все во французской столице уже говорили о «Христо», как прозвали Антониса. Он начал участвовать в матчах со всё более именитыми соперниками сначала во Франции, а затем и в других странах Европы.
К 1934 году у Христофоридиса было восемь побед и одна ничья, а в 1935 году десять побед и одно поражение от спортсмена, над которым грек одержал победу в матче-реванше.
1936 год боксёр начал с двух поражений по очкам, но продолжил одерживать победы, демонстрируя, что приближается время претендовать на европейскую корону.
Молодой боксёр уже был известным и, конечно, имел большую славу в Греции, откуда его приглашали для участия в матчах. Менеджер не позволял ему поехать на родину, но Антонис, всегда выступавший в бело-голубой (цвета греческого флага) майке, ослушался его и направился в Афины, где провёл два боя в переполненном театре «Палас». На одном из них он на первой же минуте отправил в нокаут румына Дукулеску, разочаровав болельщиков, так как матч закончился, не успев начаться. Тогда, 8 ноября 1937 года, был запланирован второй матч, на этот раз с греческим чемпионом Костасом Вассисом. Последний смог выдержать 12 раундов только потому, что Христофоридис не выкладывался как следует, чтобы дать возможность зрителям насладиться боем. С победой над Вассисом он стал обладателем титула чемпиона Греции по боксу в лёгком весе.
Историческим был бой Христофоридиса 21 ноября 1937 года, в котором он победил немца Густава Эдера. На этом матче, проходившем в Берлине, присутствовал Адольф Гитлер, который вынужден был покинуть его ещё до завершения боя.

## Чемпион Европы
14 ноября 1938 года Христофоридис выиграл титул чемпиона Европы по боксу в тяжёлом весе. В финале, состоявшемся на стадионе в Роттердаме (Нидерланды), в присутствии 15.000 зрителей, греческий боксёр одолел принимавшего его у себя дома обладателя титула чемпиона Европы и чемпиона Олимпийских игр 1928 года в Амстердаме Бепа ван Клаверена. Превосходство Христофоридиса было очевидно также в трёхминутных раундах. Особенно после 10-го раунда его противник был вынужден удерживать пассивную позицию, пытаясь избежать нокаута, а к концу состязания уже шатался весь в крови. Швейцарский арбитр незамедлительно объявил грека победителем, что признали и голландские зрители. Среди них было также несколько греческих моряков, чьим кораблям посчастливилось оказаться в большом голландском порту, и которые вне себя от радости праздновали победу вместе со своим земляком.
Однако этот титул Христофоридис держал недолго, уступив его в следующем матче против француза Эдуара Тене в Париже. Будучи впереди по очкам на протяжении всего боя, на 11-м раунде он сломал левую руку и продолжал сопротивление с сильными болями. В конечном счёте по решению судей потерпел поражение, потеряв титул. После полного восстановления попытался вернуть себе корону, проведя серию из восьми побед, которая прервалась поражением будущему чемпиону Джимми Бивинсу. Христофоридис посчитал признание этого проигрыша несправедливым и потребовал повторного состязания. В матче-реванше одержал чистую победу, а для Бивинса это было единственное в его карьере поражение.

## Чемпион мира

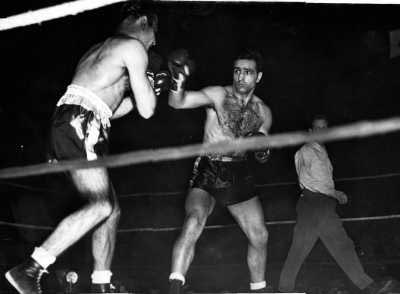
Антон Христофоридис борется с Мелио Беттина за титул чемпиона мира по боксу в полутяжёлом весе (NBA).

В 1940 году, с вторжением немцев во Францию, Христофоридис уезжает в США. Он поселился в Нью-Йорке, продолжая там свои матчи.
Выступления в Европе, и особенно победа над Бивинсом, стали результатом того, что он принял вызов состязаться с итало-американцем Мелио Беттина за титул чемпиона мира в полутяжёлом весе (NBA). Бой состоялся 13 января 1941 года в Кливленде, штат Огайо. В течение первых 12 раундов лидировал Беттина, но в последних трёх Христофоридис провёл контратаку и единогласным решением судей выиграл по очкам перед оставшейся не в себе от восхищения аудиторией американских греков.
Он сохранял свой титул чемпиона мира, последовательно одерживая победы над итальянцами Итало Колонелло и Джони «Бандитом» Ромеро, и уступил его Гасу Лесневичу 22 мая 1941 года, проиграв по очкам. Хотя это не была официальная борьба за титул, федерация заявила, что Христофоридис его лишился. Это было начало заката его карьеры.
Несколько месяцев спустя, 12 января 1942 года, он потерпел своё первое поражение нокаутом от будущей легенды Эззарда Чарльза в Цинциннати (Огайо).
18 февраля 1947 года состоялся последний матч Христофоридиса, в котором он сошёлся с эстонцем Антоном Раадиком.
Закончил свою карьеру с 55 победами (13 нокаутом), 15 поражениями (3 нокаутом) и 8 ничьими.

## Личная жизнь
После ухода с ринга открыл ресторан в городе Женева (Аштабьюла, Огайо, США), который работал на протяжении многих лет.
В 1968 году продал свою собственность в Огайо и переехал в штат Флорида, где жил на пенсии.
В 1971 году, спустя 34 года, вернулся в Грецию. Хотя он намеревался побыть там в течение 45 дней, ностальгия и любовь к Греции склонили Христофоридиса продлить пребывание на родине, и в итоге он остался там навсегда, проводя свободное время, главным образом, за игрой в гольф.
Дважды состоял в неудачных браках.
До конца жизни проживал в Афинах, где умер 31 октября 1985 года от сердечного приступа в возрасте 67 лет.